# Night of Hunters
Night of Hunters – dwunasty album studyjny Tori Amos, wydany 20 września 2011 roku. Jest to album koncepcyjny na który składa się 14 kompozycji będących wariacjami na tematy klasycznych kompozytorów, takich jak Bach, Chopin, Debussy, Granados, Satie czy Schubert. Night of Hunters to pierwszy album Tori Amos wydany pod szyldem Deutsche Grammophon. Amos wydała też wersję instrumentalną albumu, zatytułowaną Night of Hunters - Sin Palabras (hiszp.: bez słów), dostępną jedynie w wersji cyfrowej.

## Lista utworów
1. Shattering Sea - 5:38
2. SnowBlind - 3:14 (ft. Natasha Hawley)
3. Battle of Trees - 8:42
4. Fearlessness - 6:31
5. Cactus Practice - 4:27 (ft. Natasha Hawley)
6. Star Whisperer - 9:53
7. Job's Coffin - 3:32 (ft. Natasha Hawley)
8. Nautical Twilight - 3:16
9. Your Ghost - 5:38
10. Edge of the Moon - 4:51
11. The Chase - 3:02 (ft. Natasha Hawley)
12. Night of Hunters - 5:32 (ft. Kelsey Dobyns)
13. Seven Sisters - 2:44
14. Carry - 4:07

## Twórcy

### Muzycy
- Tori Amos – śpiew, fortepian
- John Philip Shenale – aranżacja

#### Kwartet smyczkowy (Apollon Musagète)
- Piotr Skweres – wiolonczela
- Piotr Szumieł – altówka
- Paweł Zalejski – skrzypce
- Bartosz Zachłod – skrzypce

#### Instrumenty dęte
- Laura Lucas – flet
- Andreas Ottensamer – klarnet
- Nigel Shore – obój, rożek angielski
- Peter Whelan – fagot
- Luke Whitehead – kontrafagot

#### Dodatkowi wokaliści
- Kelsey Dobyns – gościnny wokal jako 'The Fire Muse' w "Night of Hunters"
- Natashya Hawley – gościnny wokal jako 'Anabelle' w "SnowBlind", "Cactus Practice", "Job's Coffin" i "The Chase"